# Danuta Olejniczak
Danuta Maria Olejniczak (* 1. April 1952 in Słupsk) ist eine polnische Politikerin der Platforma Obywatelska (Bürgerplattform). Sie war Abgeordnete des Sejm während der 6. Wahlperiode (2007–2011).
Danuta Olejniczak besuchte das Stanisław-Dubois-Gymnasium in Koszalin. Bis zur Wahl ins Parlament war sie Inhaberin eines Unternehmens für öffentliche Meinungsumfragen. 2004 trat sie in die Bürgerplattform ein und bei den vorgezogenen Parlamentswahlen 2007 konnte sie im Wahlkreis 40 (Koszalin) mit 11.631 Stimmen einen Sitz im Sejm erringen. Bei der folgenden Parlamentswahl in Polen 2011 konnte sie im gleichen Wahlkreis mit 7303 Stimmen (3,40 %) ihr Mandat nicht verteidigen. 2015 trat sie als unabhängige Kandidatin für den Senat im Wahlkreis 100 (Koszalin) an, erhielt jedoch mit 5862 Stimmen (5,34 %) kein Mandat.
2018 erhielt Olejniczak eine Stelle als Inspektorin für Ausländerangelegenheiten in einer Außenstelle der in Stettin ansässigen Behörde Zachodniopomorski Urząd Wojewódzki (ZUW; dt. Woiwodschaftsamt Westpommern) in Koszalin.
Danuta Olejniczak hat zwei Kinder.